# Dzikowizna (województwo warmińsko-mazurskie)
Dzikowizna – osada w Polsce położona w województwie warmińsko-mazurskim, w powiecie giżyckim, w gminie Ryn, sołectwo Tros.
Do 1954 w granicach miasta Ryn.
W latach 1975–1998 miejscowość należała administracyjnie do województwa suwalskiego.